# Hasenöhrl (Ortler-Alpen)
Das Hasenöhrl, auch Hasenohr genannt (italienischer Name: l’Orecchia di Lepre), ist mit 3257 Metern Höhe ein Gipfel des Zufrittkamms in den Ortler-Alpen, einem Gebirge der südlichen Ostalpen. Es ist der östlichste Berg und Endpunkt des Marteller Hauptkamms, eines von der Fürkelescharte im Westen über die Zufrittspitze verlaufenden Teilabschnitts des Zufrittkamms. Es liegt in der italienischen autonomen Provinz Südtirol und ist im Nationalpark Stilfserjoch unter Schutz gestellt.
Nach Nordosten, Süden und Westen sendet der Berg ausgeprägte, teilweise begehbare Grate aus. Von Norden aus betrachtet erscheint das Hasenöhrl als flache, an der Nordseite mit Firn bedeckte Kuppe, die wegen ihrer leichten Erreichbarkeit vom nördlich gelegenen Vinschgau und dem südlich gelegenen Ultental ein beliebter und leicht zu besteigender Aussichtsberg ist. Mehrere Wege führen über die Grate zum Gipfel. Im Spätwinter und Frühling ist er das Ziel von Skitourengehern. Die erste dokumentierte Besteigung des Hasenöhrls erfolgte am 17. August 1895 durch den Erfurter Alpinisten Alexander Burckhardt im Alleingang.

## Umgebung
Nördlich und östlich des Hasenöhrls liegen die Gletscher Hasenöhrlferner und Kuppelwies-Ferner. Benachbarte Berge sind im Verlauf des Westgrats zunächst das Kleine Hasenöhrl (3131 m), dann, getrennt durch den auf 2892 Metern Höhe gelegenen Wegübergang Flimjoch, die 3097 Meter hohe Tuferspitze. Nach Norden fällt das Gelände in den Vinschgau bzw. das obere Etschtal und in südöstlicher Richtung ins Ultental ab. Der aufgestaute Arzkarsee (Wasserspiegel auf 2249 m) liegt etwa zwei Kilometer Luftlinie östlich unterhalb des Hasenöhrlgipfels. Die nächsten bedeutenden Ortschaften sind im Norden das knapp acht Kilometer Luftlinie entfernte Latsch im Vinschgau, im Westen das 6 km entfernte Martell im Martelltal. St. Gertraud im Ultental liegt etwa sechs Kilometer südlich.

## Erstbesteigung
Zuerst touristisch bestiegen wurde das Hasenöhrl erst 1895, also über 30 Jahre nach der großen Ortler-Alpen-Erschließung. Der Berg lag wahrscheinlich wegen seiner eher unspektakulären Form außerhalb der Interessen der Pioniere wie Julius Payer, Francis Fox Tuckett und Theodor Harpprecht. Erst am 17. August 1895 brach der Erfurter Alpinist Alexander Burckhardt von Gand in Martell auf, um als erster Tourist den Gipfel des Hasenöhrls zu erreichen. Sein Weg führte in östlicher Richtung zunächst entlang des Flimbachs bis zu einem heute nicht mehr existierenden Gletscher, dann hinauf zum Flimjoch und über den hier nordöstlich verlaufenden Grat zum Kleinen Hasenöhrl (bei Burckhardt als Punkt 3143 bezeichnet). Aus seinem Bericht: [...] stieg ich vom gut zugänglichen Punkt 3143 mit Steinmann und Stange und weiter, über den sanft eingebogenen Hauptgrat hinauf zum Hasenöhrl, auf dessen breitem Gipfel ich zwei Steinmänner aufgeschichtet fand. Die auf der Specialkarte noch zusammenhängend dargestellte Firnhülle der Nordabdachung dieses Gratstücks war zu kleinen Eisfeldern eingeschrumpft, so dass der leichte Zugang von Norden her so gut wie von Süden nur über Schutthalden führt [...]. Marschzeit von Gand 5 St. Burckhardt war also nicht der Erste auf dem Gipfel, der bereits im Rahmen der Landesvermessung mit weithin sichtbaren Zeichen wie Steinmännern oder Holzstangen versehen worden war. Auch waren damals schon erste Anzeichen einer Gletscherschmelze zu beobachten, die nach der sogenannten Kleinen Eiszeit, eine weltweite Kälteperiode, die vom Anfang des 15. Jahrhunderts bis etwa zur Mitte des 19. Jahrhunderts dauerte, einsetzten.

## Stützpunkte und Routen

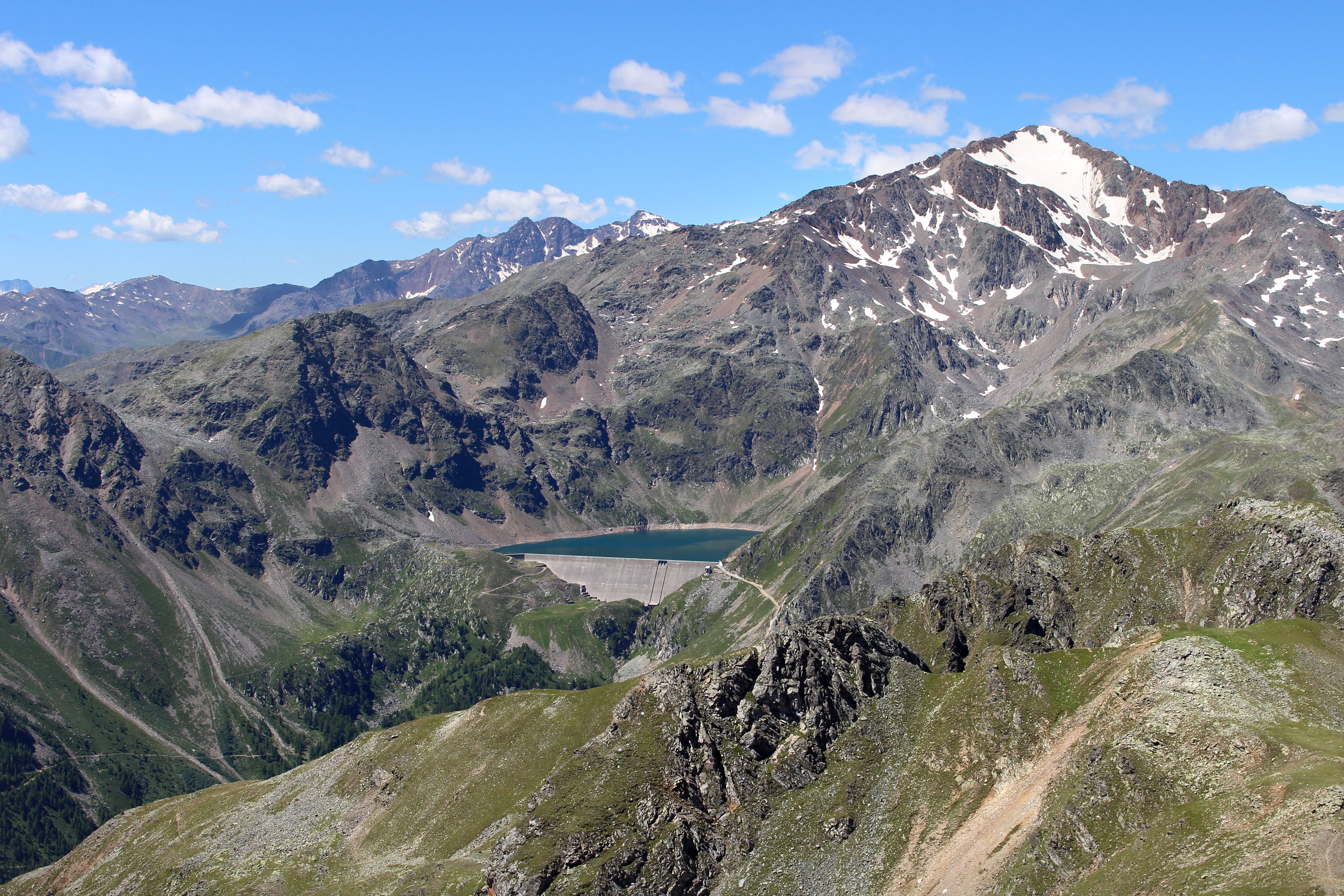
Hasenöhrl und Arzkarsee vom Gipfel des Hohen Diebs aus gesehen

Burckhardts Weg vom Flimjoch zum Kleinen Hasenöhrl über den Westgrat zum Gipfel ist auch heute noch der Normalweg, also der leichteste Anstieg. Als Stützpunkt können die Gasthäuser in Gand oder Sankt Gertraud dienen. Der Aufstieg aus beiden Tälern ist leicht und verläuft über markierte Wanderwege und Steige. Die Gehzeit beträgt in beiden Fällen laut Literatur vier bis fünf Stunden. Weitere leichte Anstiege führen über den Nordgrat (A. Burckhardt 1895 im Abstieg), über den Südgrat (A. Burckhardt, 1899 von St. Gertraud) und vom Arzkarsee aus in 2½ bis 3 Stunden zum Gipfel, der eine gute Rundumsicht von den Ötztaler Alpen bis zu den Dolomiten bietet.

## Etymologie
Die Etymologie des Bergnamens ist unklar. Eine Deutung verweist auf noch 1930 im Ötztal belegte, in Schmalz herausgebackene Krapfen ohne Fülle, die wohl dank ihrer Form als Hasenöhrlen bezeichnet wurden. Somit ist es denkbar, das Benennungsmotiv in einem Vergleich des Bergs und seiner beiden nordseitigen Gletscher mit den Krapfen zu suchen. Egon Kühebacher schlug eine andere Theorie vor: Da das nahe Tarscher Joch ein alter Übergang vom Vinschgau nach Ulten ist, setzte er ein alpenromanisches *asinara mit der Bedeutung „Eselsweg“ als Namensursprung an. Dieser „Eselsweg“ könnte über ein eingedeutschtes asnoar schließlich als Hasenohr in eine standardsprachliche Form gebracht worden sein.